# Vektor CR-21
O Vektor CR-21 é um fuzil de assalto bullpup sul-africano ("CR-21" sendo uma abreviatura de Combat Rifle 21st Century) com câmara para munição 5,56×45mm NATO. Ele foi projetado pela Denel Land Systems como um possível substituto para o Vektor R4 da Força Nacional de Defesa da África do Sul, embora a Denel Land Systems tenha mudado o foco para oferecer um fuzil R4 atualizado para a Força Nacional de Defesa. O fuzil está sendo comercializado para clientes de exportação e já serviu nas Forças Armadas do Peru e na Força Armada Nacional Bolivariana da Venezuela.

## História
Apresentado pela primeira vez em 1997, o CR-21 tem um projeto elegante e futurista e usa o layout bullpup. Isso permite que o fuzil seja tão curto quanto uma carabina típica, ao mesmo tempo que mantém a velocidade de saída dos fuzis de assalto mais longos. No entanto, isso faz com que o CR-21 só possa ser disparado com a mão direita, pois a janela de ejeção está localizada na parte traseira direita do fuzil. A janela não pode ser alterada de um lado para o outro.
Internamente, o CR-21 usa uma versão ligeiramente modificada da ação Kalashnikov encontrada no fuzil de assalto R4, que é conhecido por sua confiabilidade e peso relativamente baixo. O fuzil também faz uso significativo de polímero de alto impacto, com a única parte metálica exposta no fuzil sendo a frente do cano com seu quebra-chamas integrado. Ambos fazem com que o fuzil tenha um peso baixo, de 3,72 kg.
O CR-21 vem de fábrica com uma mira óptica de ampliação de 1× com um retículo iluminado que não requer baterias. Esta mira é montada em um trilho de mira, permitindo fácil remoção e fixação, bem como o uso de diversas opções de mira. O punho dianteiro foi especialmente projetado para ser facilmente removido e substituído por um lança-granadas sobcano, como o lança-granadas M203.
Diz-se que uma carabina CR-21 foi desenvolvida pela Vektor. Ambos os carregadores de 35 tiros são baseados nos fuzis R4 e IMI Galil.

## Operadores

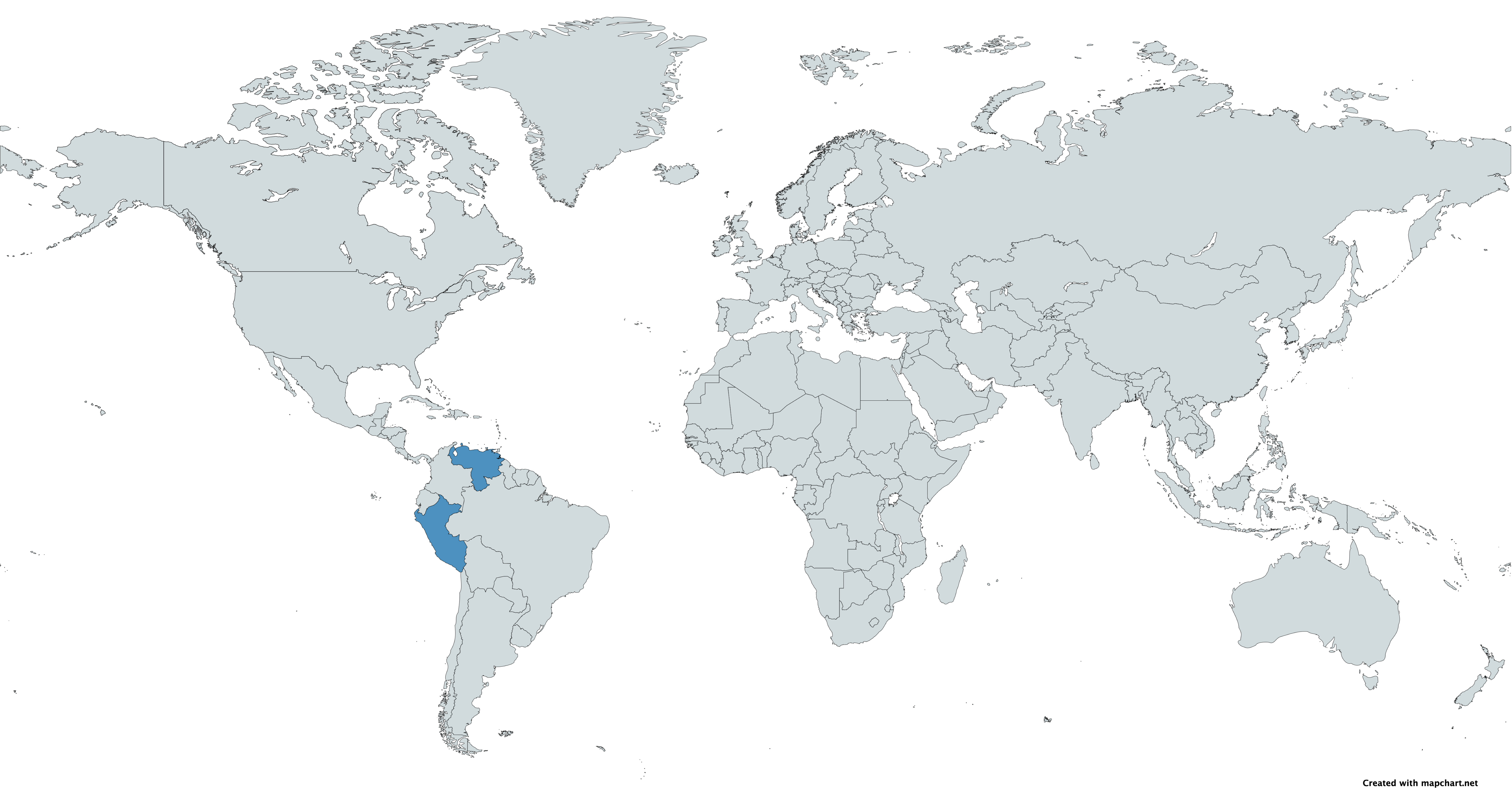
Um mapa com as nações que usam o Vektor CR-21 em azul

- Peru: Usado por Comandos de Pára-quedas e Brigada de Forças Especiais[4]
- Venezuela: Usado pela Guarda Nacional Bolivariana[5] e Comandos Rurais[6]